# Hispanoamericanii și latinoamericanii din Statele Unite ale Americii
Hispanoamericanii și latinoamericanii din Statele Unite ale Americii (eng.: Hispanic and Latino Americans, spa. Hispanos y latinoamericanos) sunt o minoritate etnică din Statele Unite ale cărei persoane provin din America Latină sau Spania, respectiv acele persoane care sunt vorbitoare de limba spaniolă sau portugheză.
În urma recensământului din 2011, 52.045.277 persoane, respectiv 16, 7% din cetățenii Statelor Unite s-au declarat hispanici sau latinoamericani. Hispanicii și latinoamericanii din SUA reprezintă grupul etnic cel mai prolific, 26% dintre nou-născuții americani aparținând acestui grup etnico-lingvistic.
De fapt, factorul de legătură al acestui grup etnico-lingvistic îl constituie limba pentru că, din punct de vedere genetic, membrii săi pot aparține atât rasei albe (spanioli, portughezi), rasei negre (urmașii sclavilor africani din țările latinoamericane) cât și rasei galbene (populațiile amerindiene: maya, quechua, aymara, etc) sau încrucișării dintre acestea.

## Demografie

Procentajul hispanicilor și latino rezidenți după regiune.

| Grup hispanic | Populație  | % din Hispanici |
| ------------- | ---------- | --------------- |
| Mexicani      | 31,798,258 | 63.0            |
| Puerto Ricani | 4,623,716  | 9.2             |
| Cubanezi      | 1,785,547  | 3.5             |
| Salvadorieni  | 1,648,968  | 3.3             |
| Dominicani    | 1,414,703  | 2.8             |
| Guatemalezi   | 1,044,209  | 2.1             |
| Columbieni    | 908,734    | 1.8             |
| Spanioli      | 635,253    | 1.3             |
| Hondurieni    | 633,401    | 1.3             |
| Ecuadorieni   | 564,631    | 1.1             |
| Peruani       | 531,358    | 1.1             |
| Nicaraguani   | 348,202    | 0.7             |
| Argentinieni  | 224,952    | 0.4             |
| Venezuelani   | 215,023    | 0.4             |
| Panamanezi    | 165,456    | 0.3             |
| Chilieni      | 126,810    | 0.3             |
| Costa Ricani  | 126,418    | 0.3             |
| Bolivieni     | 99,210     | 0.2             |
| Uruguayeni    | 56,884     | 0.1             |
| Paraguayeni   | 20,023     | -               |
| Alții         | 3,505,838  | 6.9             |
| Total         | 50,477,594 | 100             |

| Poziție | Zonă metropolitană        | Hispanici | Procent de hispanici din total |
| ------- | ------------------------- | --------- | ------------------------------ |
| 1       | Los Angeles, California   | 5,804,000 | 45%                            |
| 2       | New York, New York        | 4,317,000 | 24%                            |
| 3       | Houston, Texas            | 2,105,000 | 37%                            |
| 4       | Riverside, California     | 2,062,000 | 48%                            |
| 5       | Chicago, Illinois         | 1,971,000 | 22%                            |
| 6       | Dallas, Texas             | 1,809,000 | 28%                            |
| 7       | Miami, Florida            | 1,627,000 | 65%                            |
| 8       | Phoenix, Arizona          | 1,163,000 | 30%                            |
| 9       | San Francisco, California | 1,114,000 | 23%                            |
| 10      | San Antonio, Texas        | 1,112,000 | 56%                            |
| 11      | San Diego, California     | 1,021,000 | 33%                            |

| Poziție | Stat       | Procent de hispanici |
| ------- | ---------- | -------------------- |
| 1       | New Mexico | 47%                  |
| 2       | California | 38%                  |
| 3       | Texas      | 38%                  |
| 4       | Arizona    | 30%                  |
| 5       | Nevada     | 27%                  |
| 6       | Florida    | 23%                  |
| 7       | Colorado   | 21%                  |
| 8       | New Jersey | 19%                  |
| 9       | New York   | 18%                  |
| 10      | Illinois   | 16%                  |

### Studii și istoriografie
- Bean, Frank D., and Marta Tienda. The Hispanic Population of the United States (1987), statistical analysis of demography and social structure
- Miguel A. De La Torre. Encyclopedia on Hispanic American Religious Culture (2 vol. ABC-CLIO Publishers, 2009).
- De Leon, Arnoldo, and Richard Griswold Del Castillo. North to Aztlan: A History of Mexican Americans in the United States (2006)
- Garcia, Richard A. "Changing Chicano Historiography," Reviews in American History 34.4 (2006) 521-528 in Project Muse
- Gomez-Quiñones, Juan. Mexican American Labor, 1790-1990. (1994).
- Gutiérrez, David G. ed. The Columbia History of Latinos in the United States Since 1960 (2004) 512pp excerpt and text search
- Gutiérrez, David G. "Migration, Emergent Ethnicity, and the 'Third Space'": The Shifting Politics of Nationalism in Greater Mexico" Journal of American History 1999 86(2): 481-517. in JSTOR covers 1800 to the 1980s
- Leonard, David J. Latino History and Culture: An Encyclopedia (Sharpe Reference 2009)
- Oboler, Suzanne, and Deena J. González, eds. The Oxford Encyclopedia Of Latinos & Latinas In The United States (4 vol. 2006) excerpt and text search
- Rochín, Refugio I., and Denis N. Valdés, eds. Voices of a New Chicana/o History. (2000). 307 pp.
- Ruiz, Vicki L. “Nuestra América: Latino History as United States History,” Journal of American History, 93 (2006), 655–72. in JSTOR
- Ruiz, Vicki L. From Out of the Shadows: Mexican Women in Twentieth-Century America (1998)

### Pre 1965
- Bogardus, Emory S. The Mexican in the United States (1934), sociological
- Gamio, Manuel. The Life Story of the Mexican Immigrant (1931)
- Gamio, Manuel. Mexican Immigration to the United States (1939)
- García, Mario T. Mexican Americans: Leadership, Ideology and Identity, 1930–1960 (1989)
- García, Mario T. Desert Immigrants. The Mexicans of El Paso, 1880-1920 (1982) 348 pp; excerpt and text search
- Gomez-Quinones, Juan. Roots of Chicano Politics, 1600-1940 (1994)
- Grebler, Leo, Joan Moore, and Ralph Guzmán. The Mexican American People: The Nation's Second Largest Minority (1970), emphasis on census data and statistics
- Rivas-Rodríguez, Maggie ed. Mexican Americans and World War II (2005)
- Sanchez, George J. Becoming Mexican American: Ethnicity, Culture, and Identity in Chicano Los Angeles, 1900-1945 (1995) excerpt and text search

### Cultură și politică, post 1965
- Abrajano, Marisa A., and R. Michael Alvarez, eds. New Faces, New Voices: The Hispanic Electorate in America (Princeton University Press; 2010) 219 pages. Documents the generational and other diversity of the Hispanic electorate and challenges myths about voter behavior.
- Aranda, José, Jr. When We Arrive: A New Literary History of Mexican America. U. of Arizona Press, 2003. 256 pp.
- Arreola, Daniel D., ed. Hispanic Spaces, Latino Places: Community and Cultural Diversity in Contemporary America. 2004. 334 pp.
- Badillo, David A. Latinos and the New Immigrant Church. 2006. 275 pp. excerpt and text search
- Berg, Charles Ramírez. Latino Images in Film: Stereotypes, Subversion, and Resistance. 2002. 314 pp.
- Branton, Regina. "Latino Attitudes toward Various Areas of Public Policy: The Importance of Acculturation," Political Research Quarterly, Vol. 60, No. 2, 293-303 (2007) Abstract Arhivat în 9 noiembrie 2009, la Wayback Machine.
- Cepeda, Raquel. Bird of Paradise: How I Became Latina Atria Books. 2013. ISBN 978-1-4516-3586-7. A personal exploration of Dominican American identity via family interviews, travel and genetic genealogy. Synopsis and Excerpt Arhivat în 28 mai 2013, la Wayback Machine.
- DeGenova, Nicholas and Ramos-Zayas, Ana Y. Latino Crossings: Mexicans, Puerto Ricans, and the Politics of Race and Citizenship. 2003. 257 pp.
- Dolan, Jay P. and Gilberto M. Hinojosa; Mexican Americans and the Catholic Church, 1900-1965 (1994)
- Fregoso, Rosa Linda. The Bronze Screen: Chicana and Chicano Film Culture. (1993) excerpt and text search
- García, Mario T. Mexican Americans: Leadership, Ideology and Identity, 1930–1960 (1989)
- García, María Cristina. Seeking Refuge: Central American Migration to Mexico, The United States, and Canada. (2006) 290pp
- Gomez-Quinones, Juan. Chicano Politics: Reality and Promise, 1940-1990 (1990)
- Gutiérrez, David G. Walls and Mirrors: Mexican Americans, Mexican Immigrants, and the Politics of Ethnicity in the Southwest, 1910-1986 1995. excerpt and text search
- Hammerback, John C., Richard J. Jensen, and Jose Angel Gutierrez. A War of Words: Chicano Protest in the 1960s and 1970s 1985.
- Herrera-Sobek, Maria. Celebrating Latino Folklore: An Encyclopedia of Cultural Traditions (3 vol., 2012) excerpt and text search
- Kanellos, Nicolás, ed. The Greenwood Encyclopedia of Latino Literature (3 vol. 2008) excerpt and text search
- Kenski, Kate and Tisinger, Russell. "Hispanic Voters in the 2000 and 2004 Presidential General Elections." Presidential Studies Quarterly 2006 36(2): 189-202. Issn: 0360-4918
- López-Calvo, Ignacio. Latino Los Angeles in Film and Fiction: The Cultural Production of Social Anxiety. University of Arizona Press, 2011. ISBN 0-8165-2926-4
- Martinez, Juan Francisco. Sea La Luz: The Making of Mexican Protestantism in the American Southwest, 1829-1900 (2006)
- Matovina, Timothy. Guadalupe and Her Faithful: Latino Catholics in San Antonio, from Colonial Origins to the Present. 2005. 232 pp. excerpt and text search
- Meier, Matt S., and Margo Gutierrez, ed. Encyclopedia of the Mexican American Civil Rights Movement (2000) excerpt and text search
- Nuno, S. A. "Latino Mobilization and Vote Choice in the 2000 Presidential Election" American Politics Research, (2007); 35(2): 273 - 293. Abstract Arhivat în 2 ianuarie 2010, la Wayback Machine.
- Saldívar-Hull, Sonia. Feminism on the Border: Chicana Gender Politics and Literature 2000. excerpt and text search
- Wegner, Kyle David, “Children of Aztlán: Mexican American Popular Culture and the Post-Chicano Aesthetic” (PhD dissertation State University of New York, Buffalo, 2006). Order No. DA3213898.

### Regionale și locale
- Overmyer-Velazquez, Mark. Latino America: A State-by-State Encyclopedia (2 vol. 2008) excerpt and text search

#### California
- Hubert Howe Bancroft. The Works of Hubert Howe Bancroft,
  - vol 18-24, History of California to 1890
- Bedolla, Lisa García. Fluid Borders: Latino Power, Identity, and Politics in Los Angeles. 2005. 279 pp.
- Burt, Kenneth C. The Search for a Civic Voice: California Latino Politics (2007) excerpt and text search
- Camarillo, Albert. Chicanos in a Changing Society: From Mexican Pueblos to American Barrios in Santa Barbara and Southern California, 1848–1930 (1979)
- Camarillo, Albert M., “Cities of Color: The New Racial Frontier in California’s Minority-Majority Cities,” Pacific Historical Review, 76 (Feb. 2007), 1–28; looks at cities of Compton, East Palo Alto, and Seaside
- Daniel, Cletus E. Bitter Harvest: A History of California Farmworkers, 1870-1941 1981.
- García, Matt. A World of Its Own: Race, Labor, and Citrus in the Making of Greater Los Angeles, 1900-1970 (2001),
- Hayes-Bautista, David E. La Nueva California: Latinos in the Golden State. U. of California Press, 2004. 263 pp. excerpt and text search
- Hughes, Charles. "The Decline of the Californios: The Case of San Diego, 1846-1856" The Journal of San Diego History Summer 1975, Volume 21, Number 3 online at
- McWilliams, Carey. North from Mexico. (1949), farm workers in California
- Pitt, Leonard. The Decline of the Californios: A Social History of the Spanish speaking Californians, 1846-1890 (ISBN 0-520-01637-8)
- Sánchez; George J. Becoming Mexican American: Ethnicity, Culture, and Identity in Chicano Los Angeles, 1900-1945 (1993) excerpt and text search
- Valle, Victor M. and Torres, Rodolfo D. Latino Metropolis. 2000. 249 pp. on Los Angeles

#### Texas și Sud-vest
- Alonzo, Armando C. Tejano Legacy: Rancheros and Settlers in South Texas, 1734-1900 (1998)
- Hubert Howe Bancroft. The Works of Hubert Howe Bancroft,
  - v 15: History of the North Mexican States and Texas, Volume 1: 1531 - 1800 Arhivat în 15 aprilie 2014, la Wayback Machine.
  - v 16 History of the North Mexican States and Texas, Volume 2: 1801 - 1889 Arhivat în 15 aprilie 2014, la Wayback Machine.
  - Vol. 17 History of Arizona and New Mexico (1530-1888) (1889) Arhivat în 27 mai 2008, la Wayback Machine.
- Blackwelder, Julia Kirk. Women of the Depression: Caste and Culture in San Antonio 1984. excerpt and text search
- Buitron Jr., Richard A. The Quest for Tejano Identity in San Antonio, Texas, 1913-2000 (2004) excerpt and text search
- Chávez, John R. The Lost Land: The Chicano Image of the Southwest (Albuquerque, 1984)
- Chávez-García, Miroslava. Negotiating Conquest: Gender and Power in California, 1770s to 1880s (2004).
- De León, Arnoldo. They Called Them Greasers: Anglo Attitudes toward Mexicans in Texas, 1821–1900 (Austin, 1983)
- De León, Arnoldo. Mexican Americans in Texas: A Brief History, 2nd ed. (1999)
- Deutsch, Sarah No Separate Refuge: Culture, Class, and Gender on the Anglo-Hispanic Frontier in the American Southwest, 1880-1940 1987
- Dysart, Jane. "Mexican Women in San Antonio, 1830-1860: The Assimilation Process" Western Historical Quarterly 7 (October 1976): 365-375. in JSTOR
- Echeverría, Darius V., “Aztlán Arizona: Abuses, Awareness, Animosity, and Activism amid Mexican-Americans, 1968–1978” PhD dissertation (Temple University, 2006). Order No. DA3211867.
- Fregoso; Rosa Linda. Mexicana Encounters: The Making of Social Identities on the Borderlands (2003)
- Garcia, Ignacio M. Viva Kennedy: Mexican Americans in Search of Camelot, Texas A&M University Press, 2000. 227pp and online search from Amazon.com.
- García, Richard A. Rise of the Mexican American Middle Class: San Antonio, 1929-1941 1991
- Getz; Lynne Marie. Schools of Their Own: The Education of Hispanos in New Mexico, 1850-1940 (1997)
- Gómez-Quiñones, Juan. Roots of Chicano Politics, 1600-1940 (1994)
- Gonzales-Berry, Erlinda, David R. Maciel, editors, The Contested Homeland: A Chicano History of New Mexico, 314 pages (2000), ISBN 0-8263-2199-2
- González; Nancie L. The Spanish-Americans of New Mexico: A Heritage of Pride (1969)
- Guglielmo, Thomas A. "Fighting for Caucasian Rights: Mexicans, Mexican Americans, and the Transnational Struggle for Civil Rights in World War II Texas," Journal of American History, 92 (March 2006) in History Cooperative Arhivat în 7 octombrie 2008, la Wayback Machine.
- Gutiérrez; Ramón A. When Jesus Came, the Corn Mothers Went Away: Marriage, Sexuality, and Power in New Mexico, 1500-1846 (1991)
- Márquez, Benjamin. LULAC: The Evolution of a Mexican American Political Organization (1993)
- Matovina, Timothy M. Tejano Religion and Ethnicity, San Antonio, 1821-1860 (1995)
- Montejano, David. Anglos and Mexicans in the Making of Texas, 1836-1986 (1987)
- Muñoz, Laura K., “Desert Dreams: Mexican American Education in Arizona, 1870–1930” (PhD dissertation Arizona State University, 2006). Order No. DA3210182.
- Quintanilla, Linda J., “Chicana Activists of Austin and Houston, Texas: A Historical Analysis” (University of Houston, 2005). Order No. DA3195964.
- Sánchez; George I. Forgotten People: A Study of New Mexicans (1940; reprint 1996) on New Mexico
- Taylor, Paul S. Mexican Labor in the United States. 2 vols. 1930-1932, on Texas
- Stewart, Kenneth L., and Arnoldo De León. Not Room Enough: Mexicans, Anglos, and Socioeconomic Change in Texas, 1850-1900 (1993)
- de la Teja, Jesús F. San Antonio de Béxar: A Community on New Spain's Northern Frontier (1995).
- Tijerina, Andrés. Tejanos and Texas under the Mexican Flag, 1821-1836 (1994),
- Tijerina, Andrés. Tejano Empire: Life on the South Texas Ranchos (1998).
- Timmons, W. H. El Paso: A Borderlands History (1990).
- Trevino, Roberto R. The Church in the Barrio: Mexican American Ethno-Catholicism in Houston. (2006). 308pp.
- Weber, David J. The Mexican Frontier, 1821-1846: The American Southwest under Mexico (1982)
  - Garcia, Richard A. "Changing Chicano Historiography," Reviews in American History 34.4 (2006) 521-528 in Project Muse

#### Alte regiuni
- Bullock, Charles S., III and Hood, M. V., III. "A Mile-wide Gap: the Evolution of Hispanic Political Emergence in the Deep South." Social Science Quarterly 2006 87(special Issue): 1117-1135. Issn: 0038-4941 Fulltext: in Blackwell Synergy
- García, María Cristina. Havana, USA: Cuban Exiles and Cuban Americans in South Florida, 1959–1994 (1996); excerpt and text search Arhivat în 13 mai 2013, la Wayback Machine.
- Korrol, Virginia Sánchez. From Colonia to Community: The History of Puerto Ricans in New York City, 1917–1948 (1994)
- Millard, Ann V. and Chapa, Jorge. Apple Pie and Enchiladas: Latino Newcomers in the Rural Midwest. 2004. 276 pp. excerpt and text search
- Murphy, Arthur D., Colleen Blanchard, and Jennifer A. Hill, eds. Latino Workers in the Contemporary South. 2001. 224 pp.
- Padilla, Felix M. Puerto Rican Chicago. (1987). 277 pp.
- Sãnchez Korrol, Virginia E. From Colonia to Community: The History of Puerto Ricans in New York City. (1994) complete text online free in California; excerpt and text search
- Vargas, Zaragosa. Proletarians of the North: A History of Mexican Industrial Workers in Detroit and the Midwest, 1917-1933 (1993) complete text online free in California; excerpt and text search
- Whalen, Carmen Teresa, and Victor Vásquez-Hernández, eds.  The Puerto Rican Diaspora: Historical Perspectives (2005)